# Invólucro (embutido)

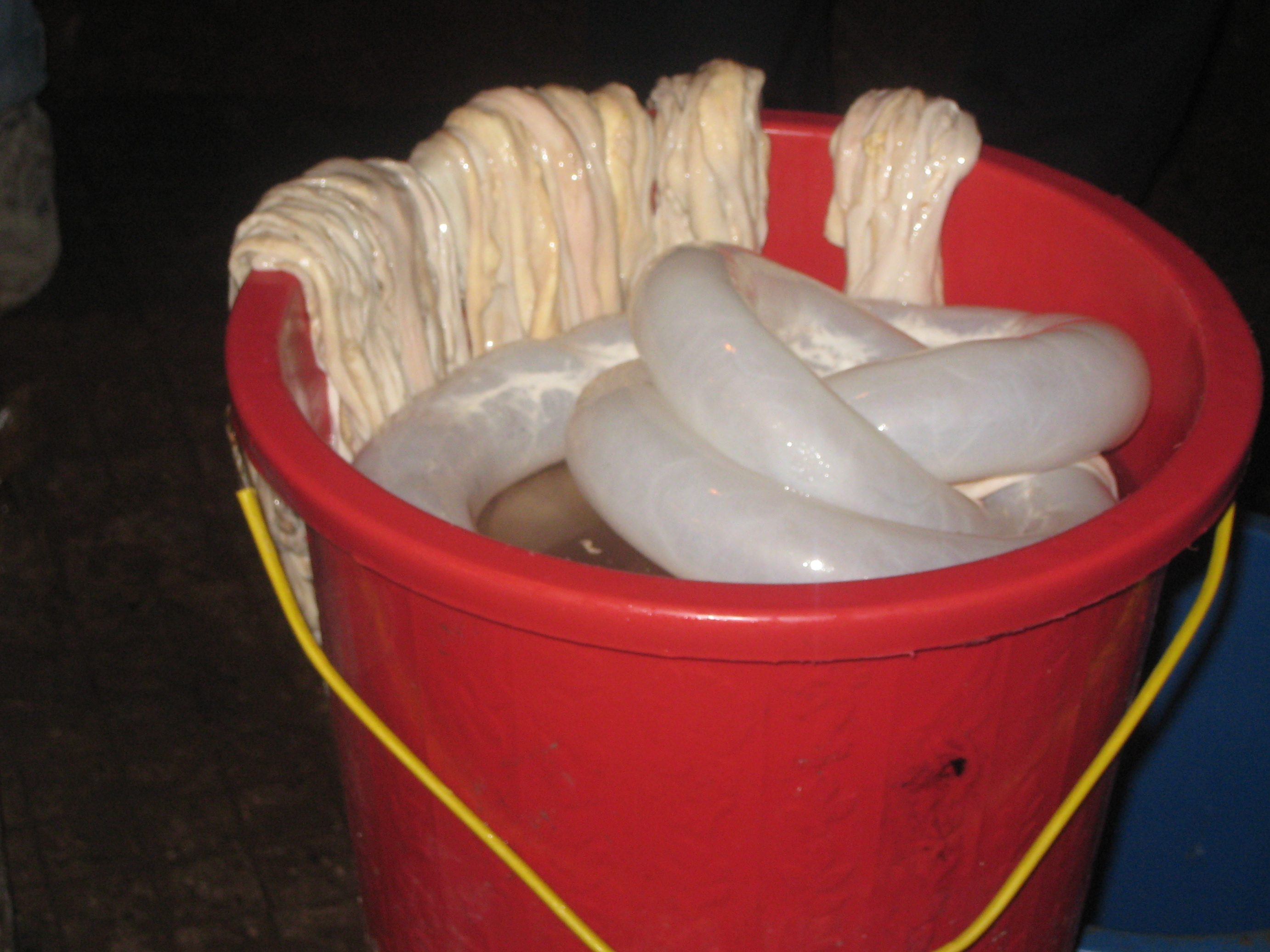
Invólucros de carne bovina (no balde) e ovina (na parte traseira do balde)

Invólucro é o material que envolve o enchimento de embutidos (salsicha, linguiça, etc.). Os invólucros naturais são feitos de tripas, isto é, a partir de intestinos de animais; os invólucros artificiais, introduzidos no início do século XX, são feitos de colágeno, celulose, e extrudados de tripas.

## Invólucros naturais
Os invólucros naturais (comumente denominados "tripas) são feitos a partir da submucosa, uma camada do intestino que consiste em sua maior parte de colágeno. Na culinária da Europa Ocidental, muitas dessas "tripas" vinham de porcos, mas também de ovelhas, cabras, bois e até mesmo de cavalos. As regulações de alimentos orgânicos permitem somente invólucros naturais.

## Invólucros artificiais
Os invólucros artificiais são feitos de colágeno (frequentemente da pele de bovinos), celulose, ou plástico. Os invólucros artificiais feitos de colágeno animal em geral são comestíveis, embora alguns não o sejam.

### Invólucros de plástico
Os invólucros de plástico não são comestíveis, além de poderem realizar trocas com o ambiente (como ocorre em processos de cocção ou defumação) .
Esses invólucros são geralmente feitos de polímeros tais como a poliamida, o polipropileno, ou o polietileno. A poliamida (nylon/náilon) é usada em invólucros de salsichas linguiças e presuntos cozidos, além de mortadelas. Os invólucros de poliamida vêm em duas variantes principais: orientadas e não orientadas. Os invólucros de poliamida orientada encolhem durante o cozimento, reduzindo as perdas de água. Os de poliamida não orientada mantêm o mesmo tamanho durante o processo de cocção e assim permitem a expansão da carne durante esse processo. O uso de invólucros de poliamida expandiu-se recentemente com o surgimento de várias modalidades, dentre elas as de invólucros multicamadas.